# Joey Sleegers
Joey Sleegers (sinh 20 tháng 7 năm 1994) là một cầu thủ bóng đá Hà Lan thi đấu ở vị trí tiền vệ cho AS Trenčín ở Slovakia.

## Sự nghiệp
Sleegers là một cầu thủ trẻ của Feyenoord. Trong mùa giải 2014-15, anh được cho mượn đến FC Eindhoven. Anh ra mắt đội bóng ngày 13 tháng 9 năm 2014 trước Achilles '29.